# Parque nacional de Phu Laen Kha
El parque nacional de Phu Laen Kha (en tailandés, อุทยานแห่งชาติภูแลนคา) es un área protegida del nordeste de Tailandia, que se encuentra en la provincia de Chaiyaphum. Se extiende por una superficie total de 200,5 kilómetros cuadrados. Fue creado en 2007, siendo el parque nacional 108.º del país.
El paisaje es montañoso y de meseta, con una altitud entre 200 y 725 m s. n. m. que se alcanzan en su punto más alto, la montaña de Phu Laen Kha.